# Mościce (voivodato de Mazovia)
Mościce es un pueblo de Polonia, en Mazovia.  Se encuentra en el distrito (Gmina) de Regimin, perteneciente al condado (Powiat) de Ciechanów. Se encuentra aproximadamente a 4 km al noroeste de Regimin, 12 km al noroeste de Ciechanów, y a 88 km  al norte de Varsovia.
Entre 1975 y 1998 perteneció al voivodato de Ciechanów.